# Central Football League
Trois compétitions écossaises de football ont porté le nom de Central Football League, à la fin du XIXe et au début du XXe siècle. Cette ligue est particulièrement célèbre pour avoir été intégrée en 1921 dans la Scottish Football League, dont elle devint la Division 2.

## Première compétition
La première de ces compétitions fut créée en 1896 par cinq clubs, Cowdenbeath, Dunfermline Athletic, Fair City Athletic, Kirkcaldy et Saint Johnstone, rejoint par Lochgelly United avant le début de la première saison en 1896-97, qui fut donc disputée entre ces six clubs.
La saison suivante, 1897-98, non terminée, se disputa sans Fair City Athletic ni Saint Johnstone mais avec l'arrivée d'Alloa Athletic, d'Hearts of Beith et de l'équipe réserve de Dundee Football Club et fut donc disputée entre 7 clubs. Cette saison n'alla pas à son terme, souffrant de la concurrence avec la Central Football Combination.

### Membres
- Alloa Athletic : 1897–98
- Cowdenbeath : 1896–98
- Dundee 'A' : 1897–98
- Dunfermline Athletic : 1896–98
- Fair City Athletic : 1896–97
- Hearts of Beith : 1897–98
- Kircaldy : 1896–98
- Lochgelly United : 1896–98
- Saint Johnstone : 1896–97

### Champions
- 1896-97 : Cowdenbeath
- 1897-98 : non décerné car compétition interrompue avant la fin

## Deuxième compétition
La Central Football League fut reformée en 1909 par douze clubs : Alloa Athletic, Arbroath, Bathgate, Bo'ness, Broxburn Athletic, Dunfermline Athletic, East Fife, King's Park, Kirkcaldy United (en), Lochgelly United et Saint Johnstone.
Cette ligue exista jusqu'en 1915 où elle fut interrompue à cause de la Première Guerre mondiale. Beaucoup de ses clubs rejoignirent alors l'Eastern Football League (en) qui, elle, continua jusqu'en 1918.
Durant ses 6 saisons d'existence, plusieurs clubs la quittèrent et d'autres arrivèrent, comme indiqué dans le paragraphe suivant.

## Membres
- Alloa Athletic : 1909–15
- Arbroath : 1909–15
- Armadale : 1911–15
- Bathgate : 1909–14
- Bo'ness : 1909–15
- Broxburn Football Club : 1911–12
- Broxburn Athletic : 1909–10
- Broxburn United : 1912–15
- Clackmannan : 1914–15
- Dundee 'A' : 1912–15
- Dunfermline Athletic : 1909–12
- East Fife : 1909–15
- Falkirk 'A' : 1912
- Forfar Athletic : 1913–15
- Heart of Midlothian 'A' : 1910–11
- King's Park : 1909–15
- Kirkcaldy United (en) : 1909–15
- Lochgelly United : 1909–12 puis 1913–14
- Montrose : 1914–15
- Saint Johnstone : 1909–11
- Stenhousemuir : 1909–15

### Champions
- 1909–10 : Bo'ness
- 1910–11 : Dunfermline Athletic
- 1911–12 : Dunfermline Athletic
- 1912–13 : Alloa Athletic
- 1913–14 : Armadale
- 1914–15 : Armadale

## Troisième compétition
La Central Football League fut de nouveau recréée après la fin de la Première Guerre mondiale en 1919. Elle exista pendant deux ans, avant d'être absorbée dans la Scottish Football League dont elle devint la Division 2 en 1921.

### Membres
- Alloa Athletic : 1919–21
- Armadale : 1919–21
- Bathgate : 1919–21
- Bo'ness : 1919–21
- Broxburn United : 1919–21
- Clackmannan : 1920–21
- Cowdenbeath : 1920–21
- Dundee Hibernian : 1920–21
- Dunfermline Athletic : 1919–21
- East Fife : 1919–21
- East Stirlingshire : 1919–21
- Falkirk 'A' : 1919–21
- Heart of Midlothian 'A' : 1919–21
- King's Park : 1919–21
- Lochgelly United : 1920–21
- St Bernard's : 1919–21
- Saint Johnstone : 1920–21
- Stenhousemuir : 1919–21

### Champions
- 1919–20 : Bo'ness
- 1920–21 : Bo'ness